# Michael Kreile
Michael Kreile (* 11. Oktober 1947 in Tübingen) ist ein deutscher Politikwissenschaftler.

## Leben und Wirken
Von 1966 bis 1972 studierte er Geschichte, Romanistik und Politikwissenschaft an den Universitäten Tübingen, Paris, Heidelberg und Harvard. Nach der Promotion 1977 in Politikwissenschaft an der Universität Tübingen und der Habilitation 1982 an der Universität Heidelberg war Kreile von 1982 bis 1992 Professor für Internationale Politik an der Universität Konstanz und von 1992 bis 2013 Professor für Internationale Politik an der Humboldt-Universität Berlin.
Seine Forschungsschwerpunkte sind europäische Integration, Außen- und Außenwirtschaftspolitik Deutschlands und das politische System Italiens.

## Schriften (Auswahl)
- Osthandel und Ostpolitik. Baden-Baden 1978, ISBN 3-7890-0378-6 (Dissertation Universität Tübingen).
- Gewerkschaften und Arbeitsbeziehungen in Italien, (1968–1982). Frankfurt am Main 1985, ISBN 3-593-33474-7.
- Hrsg.: Europa 1992. Konzeptionen, Strategien, Außenwirkungen. Baden-Baden 1991, ISBN 3-7890-2315-9.
- Hrsg.: Die Integration Europas. Opladen 1992, ISBN 3-531-12403-X.